# 克魯拉坎

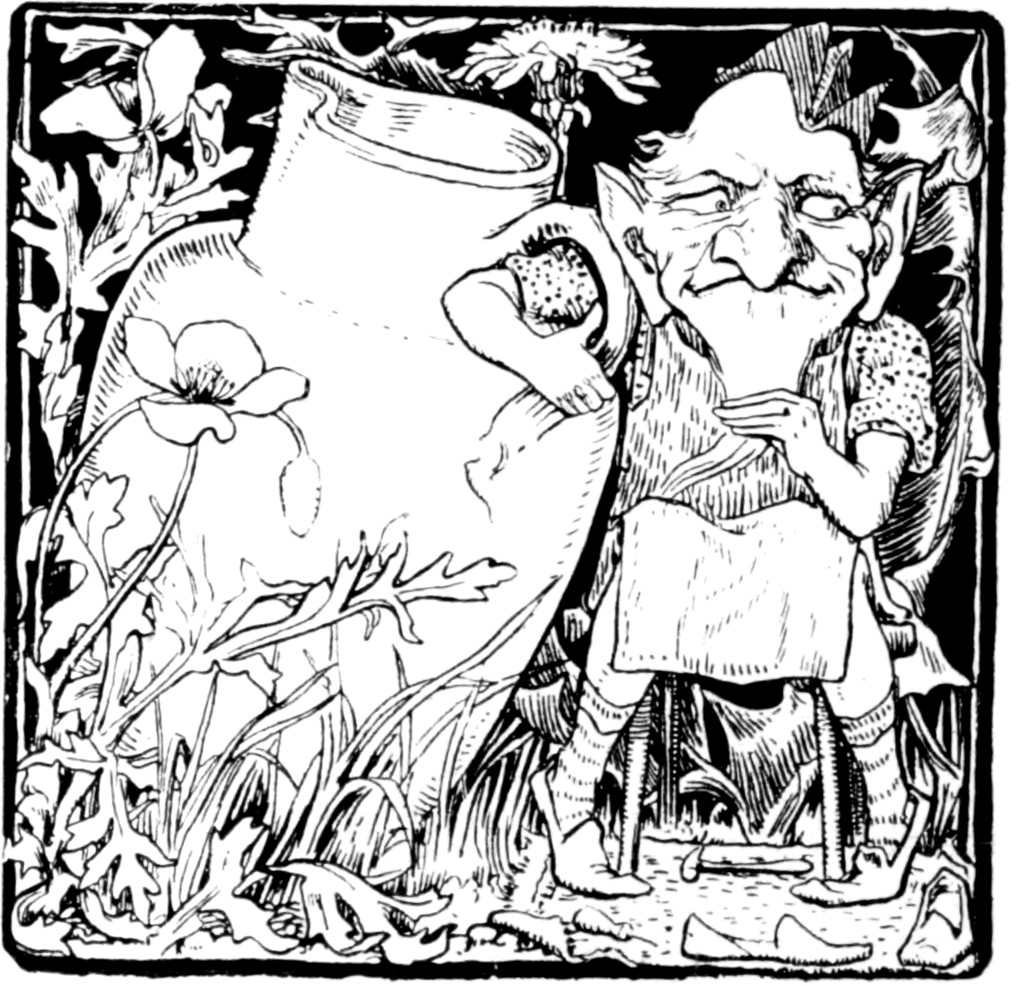
T. C. Croker 著《南愛爾蘭妖精傳說與文化》中的克魯拉坎插圖。

克魯拉坎（clurichaun /ˈkluːrɪkɔːn/、clúrachán）是愛爾蘭神話中的妖精，以嗜酒聞名。他們多單獨出沒於酒窖、酒吧、啤酒廠等地。除此之外，他們與被視為鞋匠幫手的另一種妖精拉布列康極為相似，以至於某些民俗學家認為克魯拉坎其實只是暴飲成痴的拉布列康，但學界主流仍視其為獨立種族。

## 傳說
根據民俗學家採錄的傳說，克魯拉坎多被描繪成臉孔因酗酒而紅透、頭戴紅睡帽、身穿皮裙、長襪、大鞋子的矮小男子。
他們寄身於有錢人家的酒窖，日夜不停地歡唱狂飲。試圖驅趕、騷擾或對克魯拉坎無理都會遭到他們的惡作劇報復。許多寄主因不堪其擾而搬家，但他們馬上又會出現在新家的酒窖，使寄主不得不重新遷回舊址。
此外，他們還被認為具有一定程度的魔法，如穿過細小的鑰匙孔入侵酒窖、騎著棕刷移動或飛行。
儘管生性調皮搗蛋，但只要不打擾克魯拉坎，他就會暗中守護寄主的生命與財產安全，因此也有人視其為家庭守護者敬畏。